# Авдеев, Алексей Андреевич
Алексе́й Андре́евич Авде́ев (XVII век) — дьяк Русского царства в правление Петра I. Подробности биографии неизвестны. 
Упоминается как подьячий в списке с Ростовской переписной книги. С 28 мая 1684 года (по другим данным — с 24 ноября 1683 года) по 1687/88 годы служил в качестве дьяка Холопьего приказа под руководством князя Михаила Фёдоровича Засекина-Жирового. С 8 декабря 1692 года—1698/99 годах — дьяк Дворцового судного приказа под руководством Семёна Васильевича Готовцева.